# Oonops pulcher hispanicus
Oonops pulcher hispanicus is een spinnenondersoort in de taxonomische indeling van de Dwergcelspinnen (Oonopidae).
Het dier behoort tot het geslacht Oonops en de soort Oonops pulcher. De wetenschappelijke naam van de ondersoort werd voor het eerst geldig gepubliceerd in 1916 door Dalmas.